# Метахроматическая лейкодистрофия
Метахромати́ческая лейкодистрофи́я (англ. Metachromatic leukodystrophy (MLD), также сульфати́дный липидо́з) — редкое наследственное заболевание из группы лизосомных болезней накопления с аутосомно-рецессивным механизмом наследования нарушения обмена веществ. Данная нозологическая единица из разряда лейкодистрофий (патология роста и/или развития миелиновой оболочки, покрывающей большинство нервных волокон центральной и периферической нервной системы) относится к сфинголипидозам. Характеризуется недостаточностью арилсульфатазы А (цереброзидсульфатазы) — фермента лизосом, участвующего в метаболизме сфинголипидов, что вызывает накопление цереброзида сульфата.

## Эпидемиология
Метахроматическая лейкодистрофия встречается с частотой от 1 на 40 000 до 1 на 160 000 в зависимости от региона.

## Наследование
Метахроматическая лейкодистрофия наследуется, как и подавляющее большинство лизосомных болезней накопления, по аутосомно-рецессивному типу наследования. Следовательно, с одинаковой частотой встречается как у мужчин, так и у женщин.
Аутосомно-рецессивный тип наследования на практике означает, что дефектный ген расположен на одной из двух аллельных аутосом. Заболевание клинически манифестирует только в случае, когда обе аутосомы, полученные по одной от отца и матери, являются дефектными по данному гену. Как и во всех случаях аутосомно-рецессивного наследования, если оба родителя несут дефектный ген, то вероятность наследования болезни у потомства составляет 1 из 4. Таким образом в среднем, на одного больного ребёнка в такой семье приходится три без клинических признаков проявлений генной болезни. На схеме синим цветом обозначены здоровые, фиолетовым — носители дефектного гена, красным — метахроматическая лейкодистрофия (два дефектных гена одной аллели). Синим кружочком помечен нормальный ген, красным — дефектный.

## Патогенез
Метахроматическая лейкодистрофия развивается в результате дефицита лизосомного фермента арилсульфатазы А (АРСА, англ. ARSA) или цереброзидсульфатазы. На фоне развёртывания клинической симптоматики уровень активности фермента в лейкоцитах существенно снижается и составляет менее 10 % от нормальных величин. Тем не менее, одного анализа активности цереброзидсульфатазы недостаточно для верификации диагноза. Описана форма псевдо дефицита АРСА (англ. ARSA pseudo deficiency), при которой активность фермента составляет от 5 до 20 % от нормы и при этом отсутствуют признаки метахроматической лейкодистрофии. На фоне дефицита или недостаточности фермента происходит накопление сульфатида во многих тканях организма, что в конечном счёте приводит к разрушению миелиновой оболочки нервных волокон. Миелиновая оболочка — липидное покрытие нервного волокна, которое не только защищает его, но и способствует повышению скорости проведения импульса по нерву. Потеря миелина центральной нервной системой (мозг) и периферической нервной системой нарушает систему контроля и снижает мобильность мышц, таким образом нарушая их функцию.
Арилсульфатаза А (англ. Arylsulfatase A, ARSA) активируется сапозином Б (англ. Saposin B, Sap B) — не ферментативным белковым кофактором. Таким образом, в случае определения накопления сульфатида на фоне нормального уровня арилсульфатазы А, причиной развития метахроматической лейкодистрофии станет не дефицит фермента, а его низкая активность в результате недостаточности сапозина Б. Неактивированный фермент не может достичь нормального уровня эффективности, что в конечном итоге ведёт к накоплению сульфатида, развитию клинической картины и прогрессированию заболевания. Следует отметить, что частота данной патологии значительно ниже, чем традиционной метахроматической лейкодистрофии.
Согласно проведенному исследованию утверждается, что накопление сульфатида не вполне отвечает клинической картине метахроматической лейкодистрофии ввиду своей нетоксичности. В связи с этим высказано предположение, что клинические признаки развиваются на фоне накопления лизосульфатида (метаболита сульфатида, лишённого ацильных групп), вещества обладающего цитотоксическими свойствами in vitro.

## Классификация
Согласно Международной классификации болезней десятого пересмотра (МКБ-10), различают:
- E75 Нарушения обмена сфинголипидов и другие болезни накопления липидов.
  - E75.2 Другие сфинголипидозы. Метахроматическая лейкодистрофия.

## Клиническая картина
Двигательные и когнитивные нарушения с судорогами.

## Лечение
Лечение не разработано — не существует лекарства от метахроматической лейкодистрофии. Терапия сводится к купированию болевого синдрома и симптомов заболевания. В случае мягких форм болезни, характеризующихся умеренными проявлениями клинической картины, существует возможность трансплантации костного мозга (в том числе, стволовых клеток). Однако, эти методики только разрабатываются и проходят клинические испытания, в результате которых будет выяснена возможность замедления прогрессирования болезни, а также возможность полной остановки развития патологического процесса на уровне клеток центральной нервной системы. Тем не менее, данные полученные в процессе исследования периферической нервной системы не так драматичны, а долгосрочные результаты проведенной терапии на сегодняшний день неоднозначны.
В то же время ведутся разработки других вариантов лечения метахроматической лейкодистрофии. Они включают в себя методы генной терапии, фермент-заместительной терапии (англ. ERT), субстрат-снижающую терапию (с англ. — «СРТ») и повышение активности собственного фермента (англ. EET).
В 2008 году группа международных исследователей при поддержке фонда создала Международный реестр метахроматической лейкодистрофии из научных, академических и отраслевых ресурсов. Задача консорциума создать и управлять общим хранилищем данных, в том числе историй болезни пациентов с сульфатидным липидозом.
В 2024 году был одобрен лекарственный препарат для генной терапии лейкодистрофии — атидарсаген аутотемцел.